# OT-62 TOPAS
OT-62 TOPASは、チェコスロバキアとポーランドが1950年代末から60年代初頭にかけて共同開発した装軌式の装甲兵員輸送車および派生車種の総称である。
ソビエト連邦で1950年代に開発されたBTR-50を開発のベースとしており、ほぼ同じものであることから実質的にはBTR-50のライセンス生産型であるとも言える。
名称の"OT-62"はチェコ語で"Obrněný Transportér vzor 62"、つまり日本語で"装甲兵員輸送車 モデル62年型"というような意味であり、"TOPAS"はポーランド語で"Transportér Obrněný Pásový"、つまり日本語で"装軌式輸送車"というような意味である。

## 概要
1950年代にチェコスロバキアはソ連からBTR-50のライセンス生産権を購入し、これを元にチェコスロバキア軍およびポーランド軍向けにBTR-50の発展改良型を開発する事となった。計画は1958年に開始され、1962年に試作車両が完成した。評価試験に合格した本車はチェコスロバキア軍でOT-62、ポーランド軍でTOPASとしてそれぞれ採用された。
OT-62 TOPASの全体的な形状は当然ではあるがBTR-50に酷似しており、兵員室前方に2つの張り出しを持つデザインはBTR-50の指揮車両型であるBTR-50PUに類似している。BTR-50との外見上の最も目立つ相違点は、OT-62 TOPASには兵員室の左右両側面に昇降用のドア (ハッチ) がある事である。
中身の違いとしては、エンジンがBTR-50の出力240hpの6気筒ディーゼルエンジンから300hpの6気筒ディーゼルエンジンに変更されており、これにより路上での最高速度が44km/hから60km/hに増加している。
最初に開発されたOT-62 TOPASは非武装であったが、チェコスロバキア・ポーランドでそれぞれ、OT-62B、TOPAS-2APと呼ばれる銃塔搭載型が開発されている。また特殊な派生型としては、クレーンを装着した装甲回収車型のDTP-62がチェコスロバキア軍で、WPT-TOPASがポーランド軍でそれぞれ開発されている。名称の"DTP"は"Dílna Technické Pomoci"、日本語で"装甲回収車"、"WPT"は"Wóz Pogotowia Technicznego"、日本語で"技術支援車両"の意味である。
OT-62 TOPASは開発したチェコスロバキア、ポーランドで運用されただけではなく、多数の国に輸出されている。ユーザーのひとつであるエジプトおよびシリアはOT-62 TOPASをソ連製BTR-50、PT-76などと共に第三次中東戦争で実戦に投入しており、これらの車両の中には敵軍であるイスラエル軍に鹵獲されたものも少なからずあった。そしてこの後の消耗戦争の期間および1973年の第四次中東戦争では、双方の陣営がBTR-50やOT-62 TOPASを運用する状態となった。イスラエル軍が運用した車両は現在もラトルン戦車博物館に実車が展示されている。これら鹵獲車両は後にイスラエルと友好関係にあった南レバノン軍などにも供与されている。

## 形式・派生型

### チェコスロバキア
OT-62
基本型の装甲兵員輸送車。非武装。
OT-62A
基本型の装甲兵員輸送車。非武装。ポーランド軍でTOPASとして採用されたバージョンのチェコスロバキアでの形式名。
OT-62B
VZ.59 7.62mm機関銃を搭載した小型銃塔を搭載した装甲兵員輸送車。銃塔にはT-21 82mm無反動砲を追加装備する事が可能。ポーランドではTOPAS-2Aと呼ばれる。
OT-62B R-2
OT-62Bをベースとして無線機を搭載した指揮通信車両型。銃塔は残されているがT-21 82mm無反動砲は装備不可能となっている。エンジンデッキ上右舷側に箱状の追加発電機を搭載している。
OT-62B R-2M
無線機を搭載した指揮通信車両型で、ポーランド軍でTOPAS R-2Mとして採用されたバージョンのチェコスロバキアでの形式名。
OT-62D
OT-62Bの車体後部にBzk59 82mm無反動砲を追加装備した車両。元の銃塔もそのまま装備している。
DTP-62
OT-62にウィンチおよびクレーンを搭載した装甲回収車型。銃塔は装備せず。
OT-62 R-3MT
OT-62Aをベースとして無線機を搭載した指揮通信車両型。エンジンデッキ上左舷側に箱状の追加発電機を搭載している。
OT-62 R-4MT
OT-62 R-3MTの派生型で、兵員室右舷側の昇降ハッチを持たない。

### ポーランド
TOPAS
基本型の装甲兵員輸送車。非武装。チェコスロバキアでの呼称はOT-62A。
TOPAS-2A
7.62mm機関銃を搭載した小型銃塔を搭載した装甲兵員輸送車。チェコスロバキアのOT-62Bのポーランド側の呼称。※この車種はポーランド軍では運用されず。
TOPAS-2AP
14.5mm KPVT重機関銃および7.62mm機関銃を搭載した銃塔を搭載した装甲兵員輸送車。
TOPAS R-2M
無線機を搭載した指揮通信車両型。チェコスロバキアでの呼称はOT-62B R-2M。
TOPAS R-3M
無線機を搭載した指揮通信車両型。
WPT-TOPAS
TOPASにウィンチおよびクレーンを搭載した装甲回収車型。右側キューポラに防盾付きのPK 7.62m機関銃を装備している。

### その他
- インド軍は、輸入したTOPAS-2Aを装甲回収車型に改造したFRT TOPASを開発し運用した。
- イラク軍は、輸入したOT-62にブラジル製EE-9 カスカベル装甲車の90mm砲塔を搭載した車両を運用した[5]。
- イスラエル軍は、エジプト・シリアから鹵獲した非武装型のOT-62 TOPASに機銃架を装着して運用した。

## 運用国

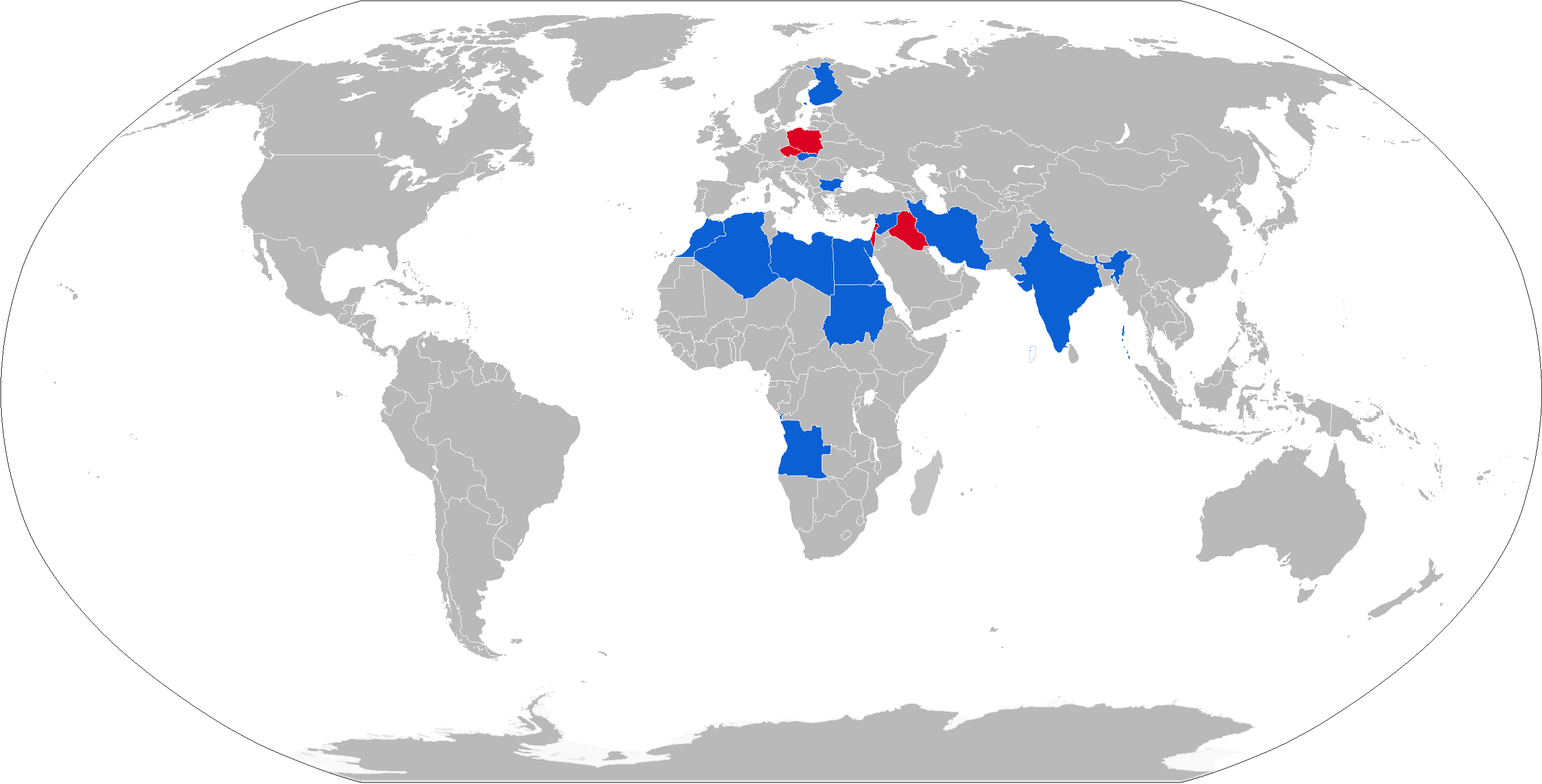
OT-62 TOPAS運用国 (青色が現役国、赤色が退役国)

### 現役国
- アルジェリア – 計30両のOT-62 TOPASおよびBTR-50を運用[6]。
- アンゴラ – 50両のOT-62Aを1976年から配備[7]。
- ブルガリア
- エジプト – 500両のOT-62 TOPAS (OT-62Bも含む) を運用[2]。2024年時点で、エジプト陸軍が200両のOT-62を保有[8]。
- フィンランド - テスト用に1両購入。
- インド – TOPAS, TOPAS-2A および FRT TOPASを運用[2]。
- イラン – 150両のOT-62 TOPAS (OT-62Bも含む) およびBTR-50を運用[2][9]
- リビア – 1986年時点で700両のOT-62 TOPAS、BTR-50およびBTR-60を保有[10]現在の総数は540両と見られる[11]
- モロッコ
- スロバキア
- スーダン
- シリア – 1,000両のOT-62 TOPAS、BTR-50、BTR-60およびBTR-70を導入。第四次中東戦争時の涙の谷での激戦では多数が失われた。

### 退役国
- チェコスロバキア – 退役し、他国への輸出に回された。
- イラク – 湾岸戦争、イラク戦争を通じて多くが撃破され、現在のイラク治安部隊では使用されていない。
- イスラエル – 第三次中東戦争でエジプト、シリア両軍からBTR-50と共に多数を鹵獲。これらは最終的に2002年に退役した[12]。
- ポーランド – 200両を運用し、1994年に退役。残存車両は他国に輸出されたか、あるいは射撃訓練の標的になった。一部は博物館で展示されている。
- 南レバノン軍 – イスラエルから供与された車両を運用。

## 画像

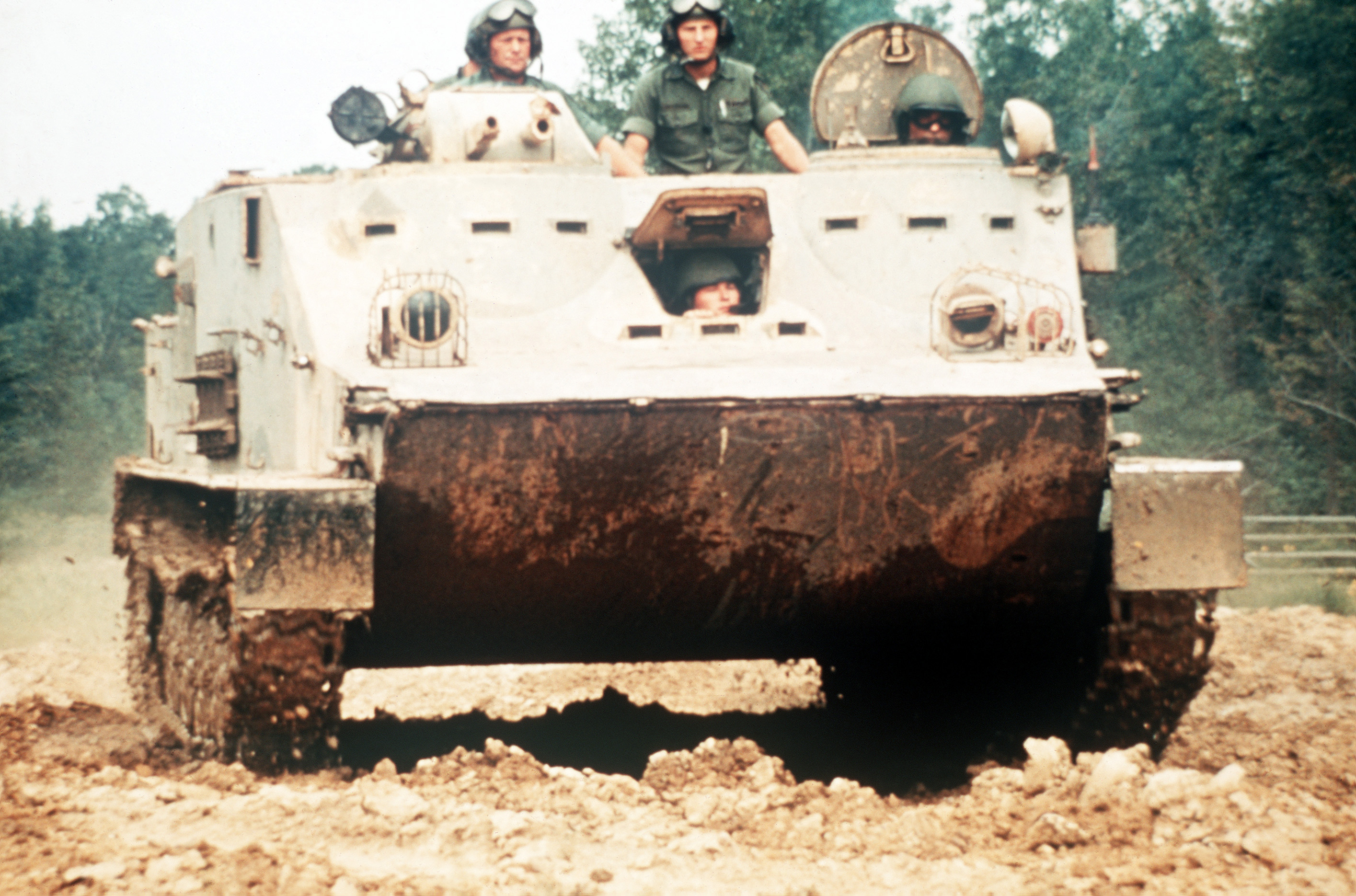
小型銃塔を搭載したOT-62B。チェコスロバキア軍、1984年。
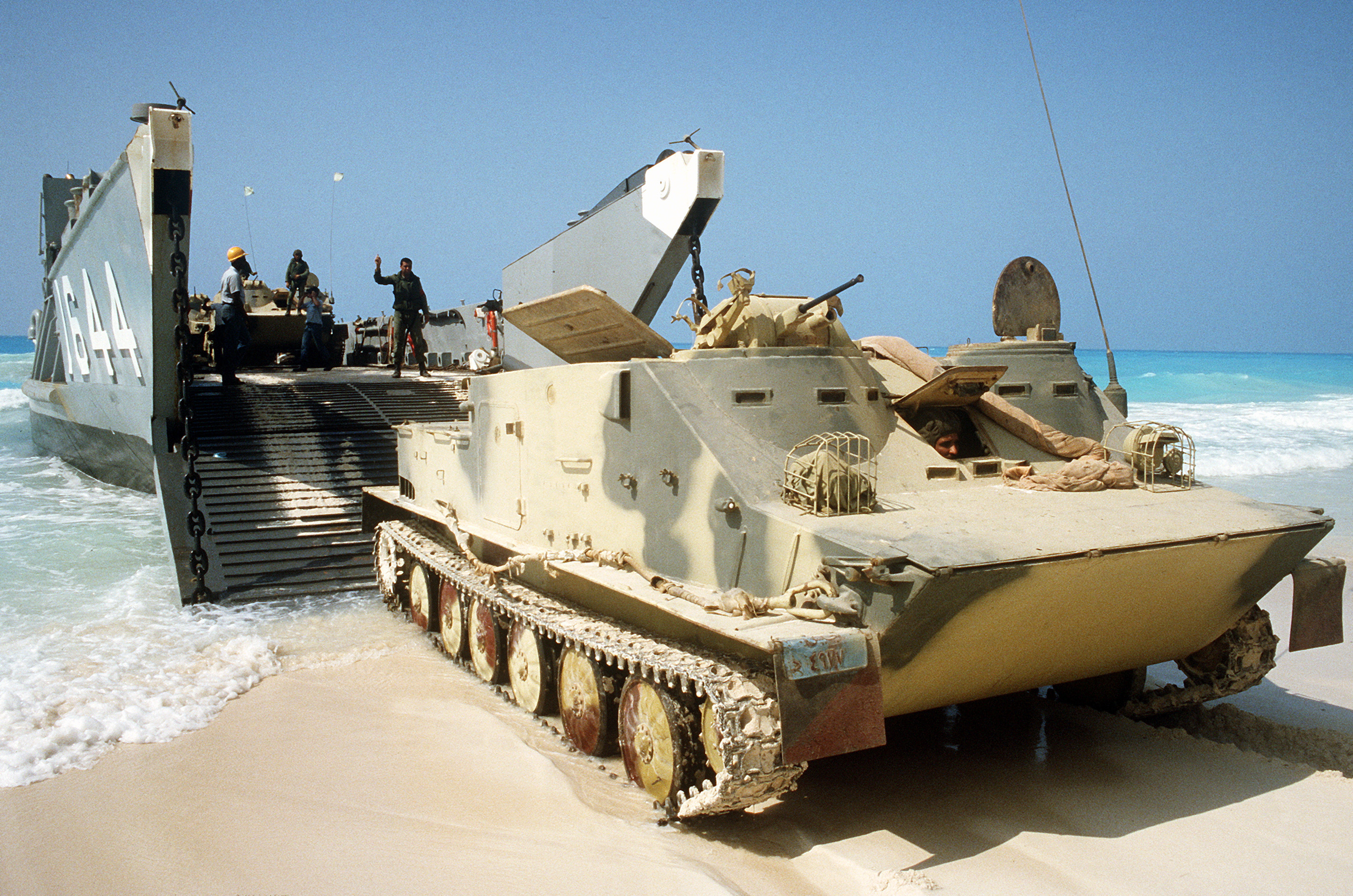
エジプト軍のOT-62B。1985年の演習。
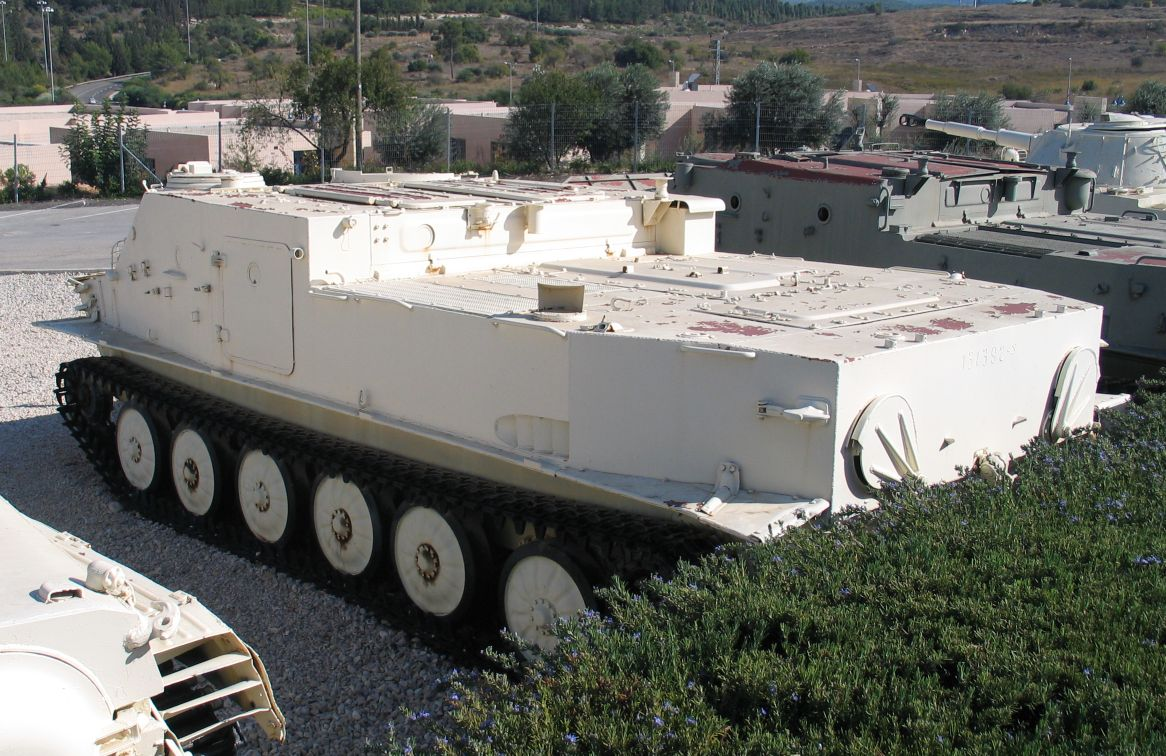
ラトルン戦車博物館のOT-62 TOPAS。兵員室側面のハッチの他はBTR-50とほぼ同じ外見である。
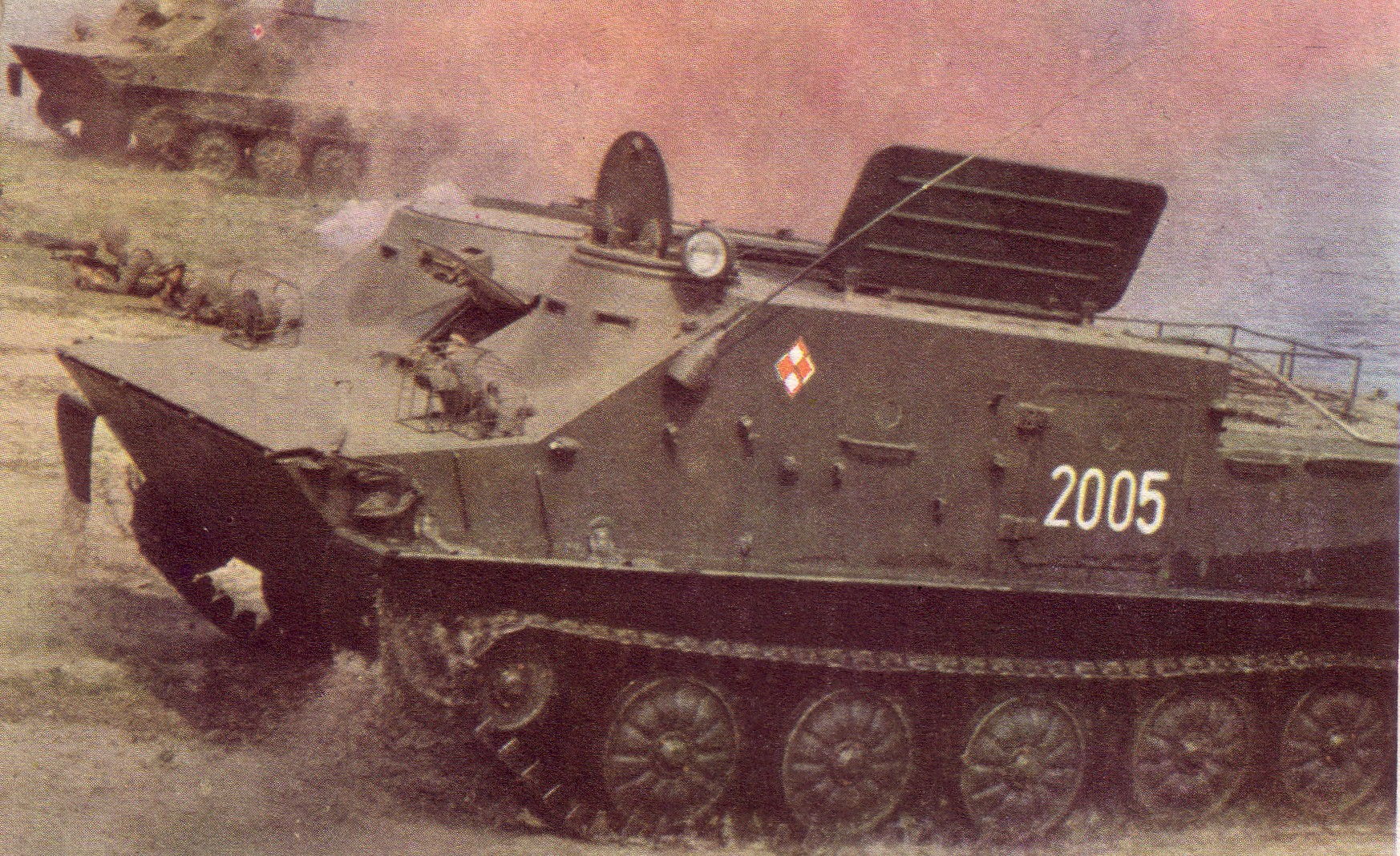
ポーランド軍のTOPAS。1971年。
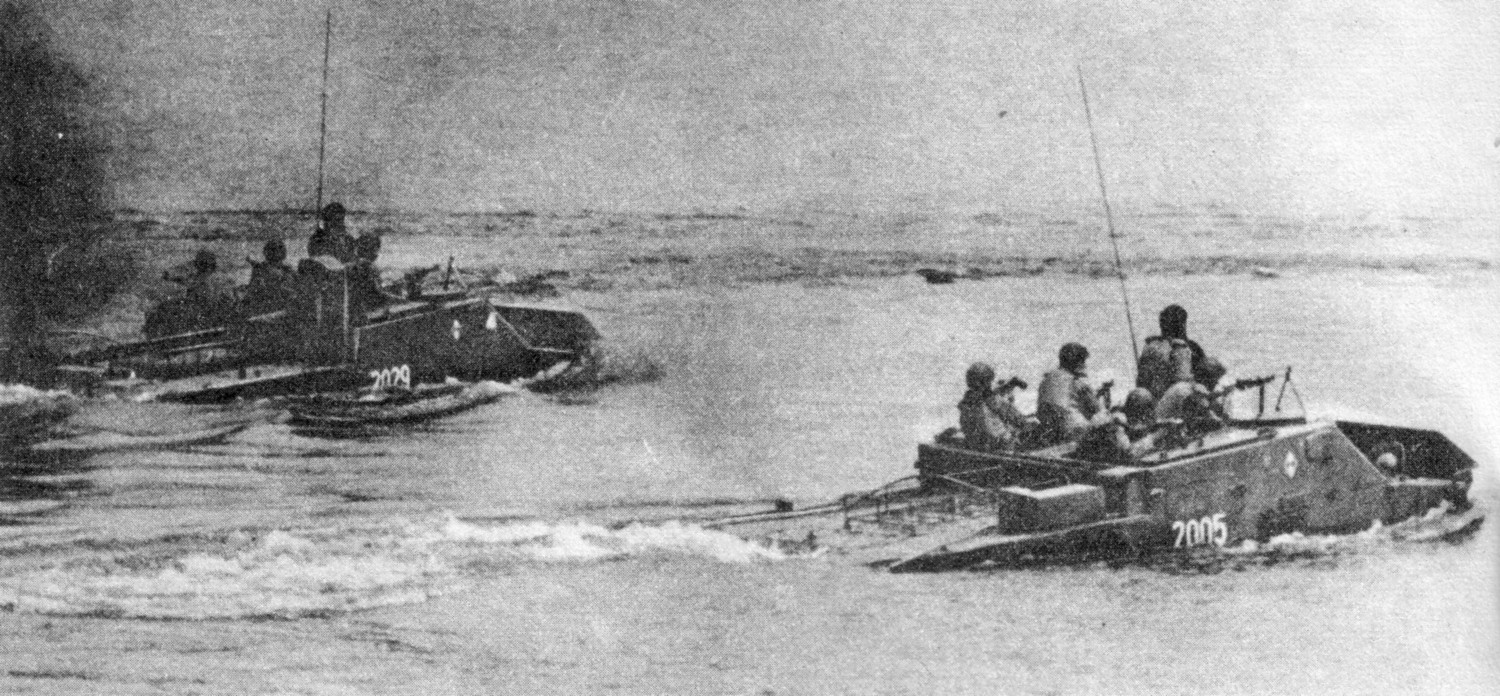
水上浮航するTOPAS。1978年。
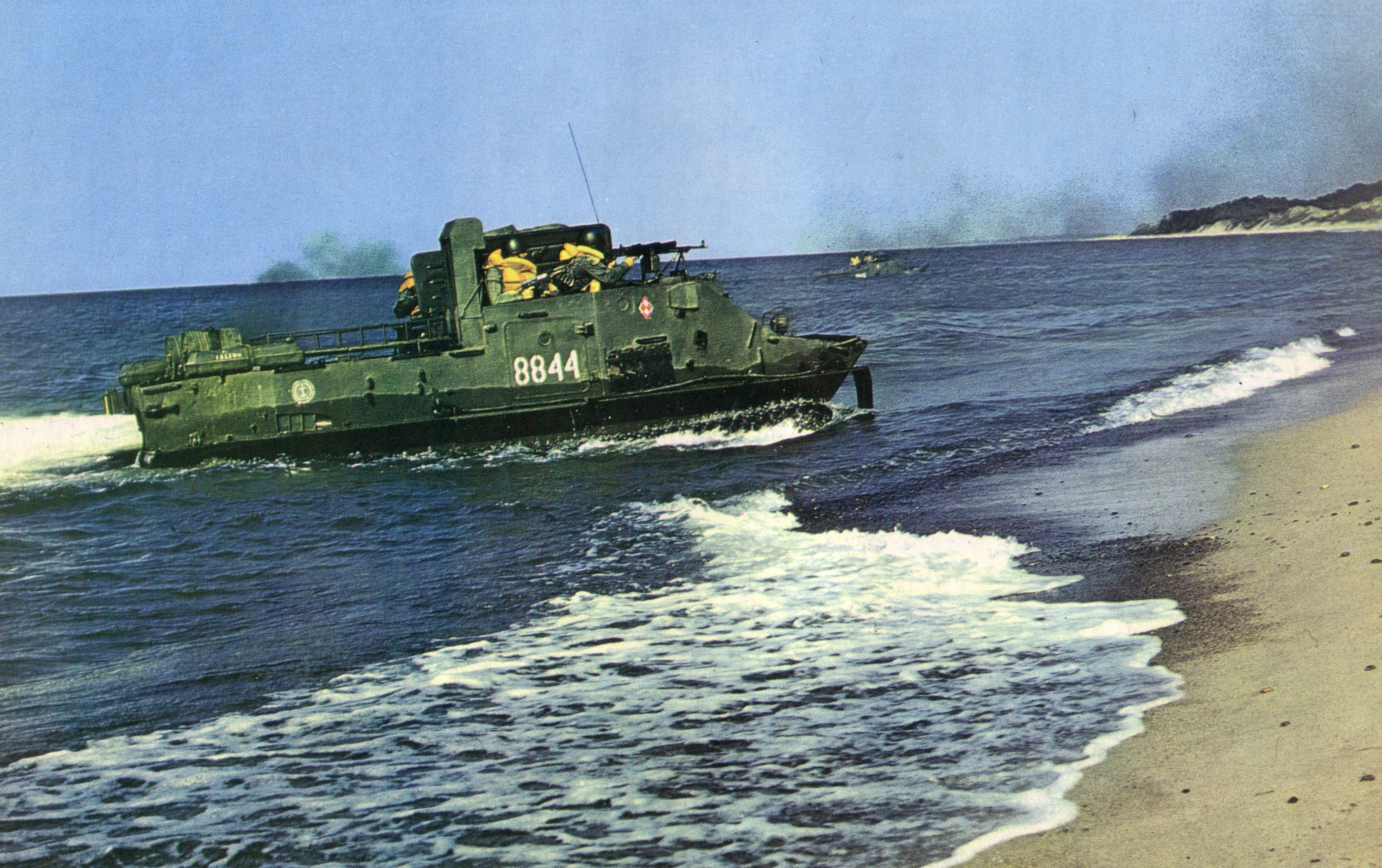
海岸に上陸するTOPAS。1987年の演習。
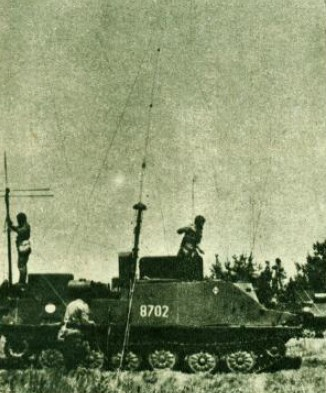
通信用ポールアンテナを展開する指揮通信型のTOPAS。
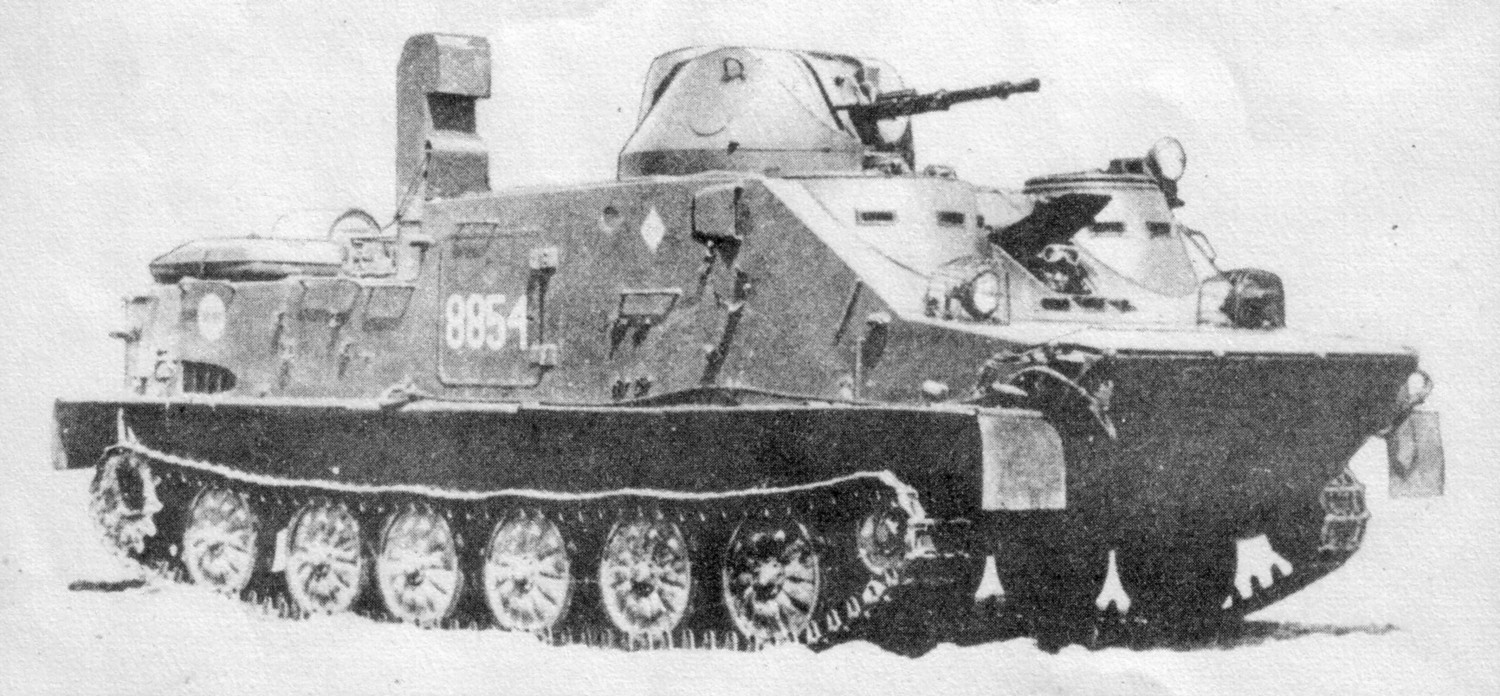
ポーランド軍のTOPAS-2AP。
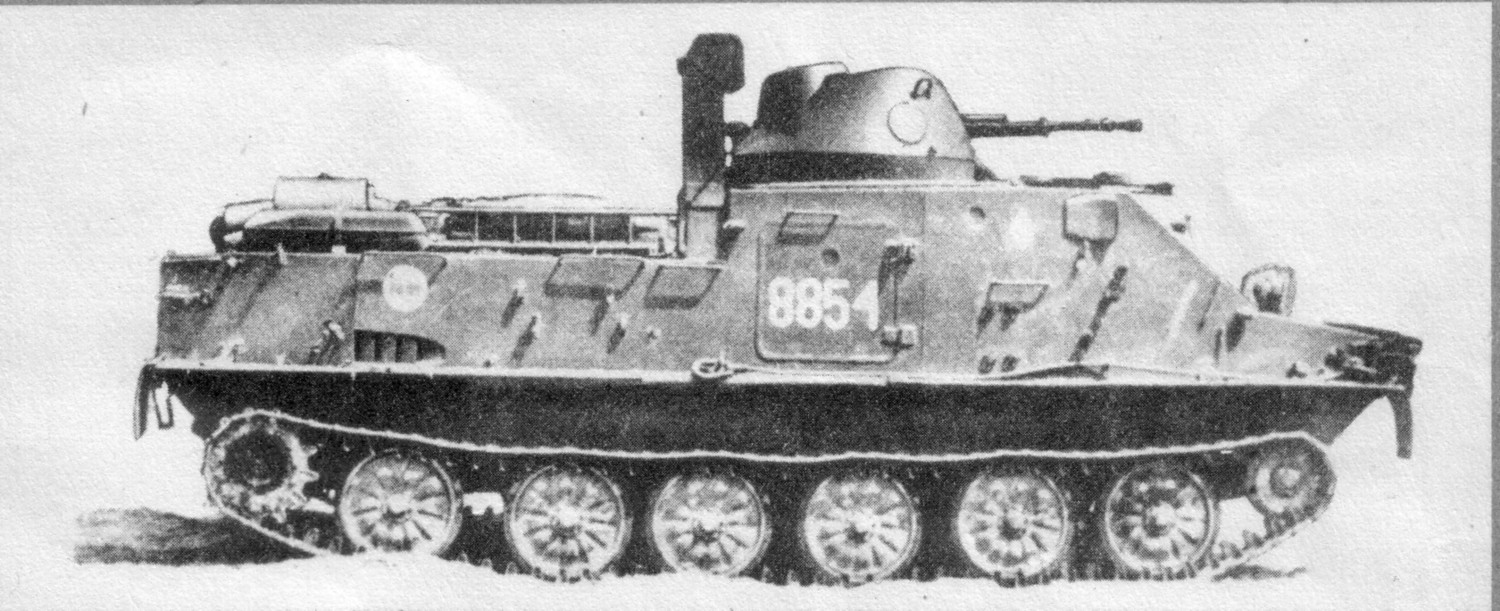
TOPAS-2APの側面。銃塔はかなり大型になっている。
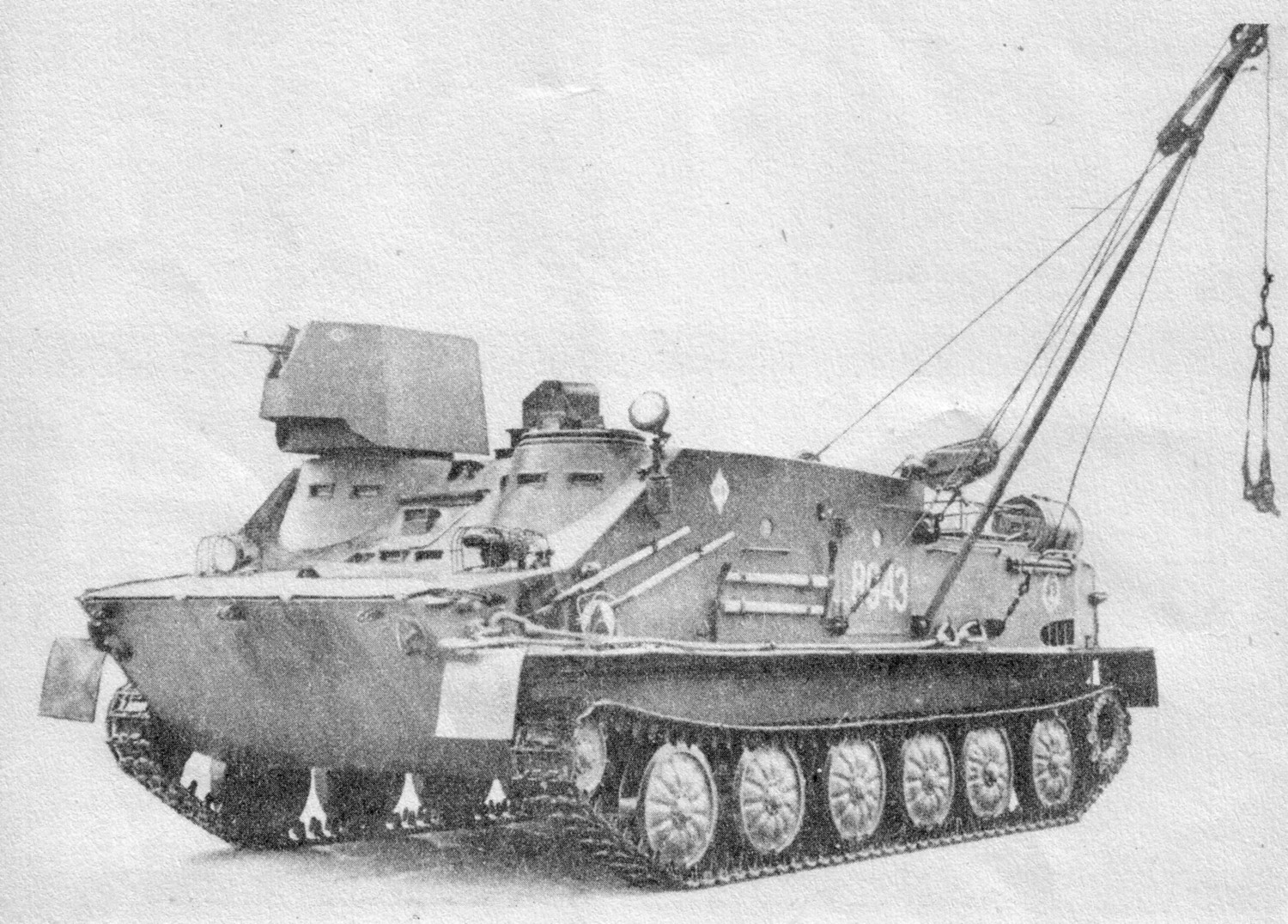
装甲回収車型のWPT-TOPAS。